# Bandō
Bandō è una città giapponese della prefettura di Ibaraki.
La città è stata istituita il 22 maggio 2005 dalla fusione delle preesistenti città di Iwai e Sashima, entrambi appartenenti al Distretto di Sashima.